# Missulena pinguipes
Missulena pinguipes – gatunek pająka z rodziny Actinopodidae.
Gatunek ten został opisany w 2014 roku przez L.T. Miglio, D. Harmsa, V.W. Framenau i M.S. Harveya na podstawie 6 okazów samców. Holotyp odłowiono w 2006 roku w Digger Rocks.
U holotypowego samca długość ciała wynosi 5 mm, długość karapaksu 2,25 mm, szerokość karapaksu 2,37 mm, a długość i szerokość opistosomy odpowiednio: 2,28 i 2 mm. Ubarwienie karapaksu ciemnorudobrązowe z ciemnobrązowymi brzegami i rejonem ocznym oraz czarnym guzkiem z oczami środkowo-przednimi. Szczękoczułki ciemnorudobrązowe z rudobrązowymi kłami jadowymi, ich zewnętrzna powierzchnia gładka. Stożkowata warga dolna i szczęki ciemnożółtawobrązowe. Sternum owalne, żółtawobrązowe. Opistosoma mniej więcej owalna, irydzująco błękitna z jasnoniebieskimi, podłużnymi paskami i czterema jasnoszatymi kądziołkami przędnymi. Odnóża żółtawobrązowe z żółtym spodem stopy i nadstopia oraz brązowymi szczecinkami. Rzepka odnóży trzeciej pary z ponad 25 ostrymi nierównościami. Nadstopie czwartej pary nabrzmiałe. Nogogłaszczki samca bez kolców, z gruszkowatym bulbusem silnie skręconym w kietunku przednio-brzusznym. Krótki, nieco pośrodku skręcony i zwężony embolus ma trójkątny wierzchołek z blaszką i małym ząbkiem.
Pająk endemiczny dla Australii Zachodniej, znany wyłącznie z regionu biogeograficznego Mallee.